# Elements Pt. 1
Elements Pt. 1 è il nono album del gruppo musicale finlandese Stratovarius.

## Tracce
1. Eagleheart – 3:50
2. Soul of a Vagabond – 7:22
3. Find Your Own Voice – 5:10
4. Fantasia – 9:56
5. Learning to Fly – 6:19
6. Papillon – 7:01
7. Stratofortress – 3:26
8. Elements – 12:01
9. A Drop in the Ocean – 6:19

## Formazione
- Timo Kotipelto - voce
- Timo Tolkki - chitarra
- Jari Kainulainen - basso
- Jens Johansson - tastiera
- Jörg Michael - batteria